# 第10回ゴールデングローブ賞
10th Golden Globe Awards

1953年2月26日
作品賞（ドラマ部門）: 

 地上最大のショウ 
映画賞（ミュージカル・コメディ部門）:

 わが心に歌えば 
第10回ゴールデングローブ賞（だい10かいゴールデングローブしょう）は、1952年の映画を対象としており、1953年2月26日にロサンゼルスのアンバサダーホテルで発表された。

## 受賞とノミネート一覧

### 主演男優賞（ドラマ部門）
- ゲイリー・クーパー - 『真昼の決闘』
  - シャルル・ボワイエ - The Happy Time
  - レイ・ミランド - The Thief

### 主演男優賞（ミュージカル・コメディ部門）
- ドナルド・オコーナー - 『雨に唄えば』
  - ダニー・ケイ - 『アンデルセン物語』
  - クリフトン・ウェッブ - Stars and Stripes Forever

### 主演女優賞（ドラマ部門）
- シャーリー・ブース - 『愛しのシバよ帰れ』
  - ジョーン・クロフォード - 『突然の恐怖』
  - オリヴィア・デ・ハヴィランド - 『謎の佳人レイチェル』

### 主演女優賞（ミュージカル・コメディ部門）
- スーザン・ヘイワード - 『わが心に歌えば』
  - キャサリン・ヘプバーン - 『パットとマイク』
  - ジンジャー・ロジャース - 『モンキー・ビジネス』

### 撮影賞（白黒）
- 『真昼の決闘』 - フロイド・クロスビー
  - The Four Poster - ハル・モーア
  - The Thief - サム・リーヴィット

### 撮影賞（カラー）
- 『地上最大のショウ』 - ジョージ・バーンズ

### 監督賞
- セシル・B・デミル - 『地上最大のショウ』
  - リチャード・フライシャー - The Happy Time
  - ジョン・フォード - 『静かなる男』

### 作品賞（ドラマ部門）
- 『地上最大のショウ』
  - 『愛しのシバよ帰れ』
  - The Happy Time
  - 『真昼の決闘』
  - The Thief

### 作品賞（ミュージカル・コメディ部門）
- 『わが心に歌えば』
  - 『アンデルセン物語』
  - I'll See You in My Dreams
  - 『雨に唄えば』
  - Stars and Stripes Forever

### 国際賞
- 『地上最大のショウ』
  - 『愛しのシバよ帰れ』
  - The Happy Time
  - 『真昼の決闘』
  - The Thief

### 特別貢献賞
- フランシス・キー・テラー

### ヘンリエッタ賞
- スーザン・ヘイワード
- ジョン・ウェイン

### 作曲賞
- 『真昼の決闘』 - ディミトリ・ティオムキン
  - 『黒騎士』 - ロージャ・ミクローシュ
  - 『静かなる男』 - ヴィクター・ヤング

### 脚本賞
- 『五本の指』 - マイケル・ウィルソン
  - 『真昼の決闘』 - カール・フォアマン
  - The Thief - クラレンス・グリーン、ラッセル・ラウズ

### 助演男優賞
- ミラード・ミッチェル - 『白昼の脱獄』
  - カート・カズナー - The Happy Time
  - ギルバート・ローランド - 『悪人と美女』

### 助演女優賞
- ケティ・フラド - 『真昼の決闘』
  - ミルドレッド・ダンノック - 『革命児サパタ』
  - グロリア・グレアム - 『悪人と美女』

### セシル・B・デミル賞
- ウォルト・ディズニー
  - スタンリー・クレイマー
  - アドルフ・ズーカー

### 新人男優賞
- 『謎の佳人レイチェル』 - リチャード・バートン
  - 『パットとマイク』 - アルド・レイ
  - Stars and Stripes Forever - ロバート・ワグナー

### 新人女優賞
- 『赤い風車』 - コレット・マルシャン
  - The Thief - リタ・ガム
  - 『真昼の決闘』 - ケティ・フラド

### 子役賞
- The Member of the Wedding - ブランドン・デ・ワイルド
  - Navajo - フランシス・キー・テラー
  - My Pal Gus - ジョージ・ウィンスロウ